# Achille Mazza
Achille Mazza (San Calogero, 3 gennaio 1940 – Amantea, 23 marzo 1992) è stato un militare italiano, maresciallo maggiore dell'Arma dei Carabinieri, insignito di medaglia d'oro al valor civile (alla memoria).

## Biografia
Il militare, comandante della stazione carabinieri della cittadina tirrenica, è stato ucciso il 23 marzo del 1992, durante una azione di servizio. Un uomo si era asserragliato in casa e aveva esploso dei colpi di fucile contro un’autovettura in strada. Alla  vista dei carabinieri fece più volte fuoco, colpendo a morte il maresciallo e ferendo gravemente un altro sottufficiale.

## Riconoscimenti
Alla sua memoria sono intitolate:
- Dal 19 gennaio 2010, la Caserma sede del Comando Stazione Carabinieri di San Calogero (VV);
- Dal 05 marzo 2020, la Caserma sede del Comando Stazione Carabinieri di Amantea (CS).